# Mérignac (Gironda)
Mérignac é uma comuna francesa na região administrativa da Nova Aquitânia, no departamento da Gironda. Estende-se por uma área de 48,17 km². Em 2010 a comuna tinha 71 525 habitantes (densidade: 1 484,8 hab./km²).189 hab/km².